# Laura Durham
Pour les articles homonymes, voir Durham.
Laura Durham, est une femme de lettres américaine, auteure de roman policier.

## Biographie
Elle fait des études à l'université Duke.
En 2005, elle publie son premier roman, Better Off Wed pour lequel elle est lauréate du prix Agatha du premier roman. 

## Œuvre

### Romans

#### SérieAnnabelle Archer
- Better Off Wed (2005)
- For Better Or Hearse (2006)
- To Love and to Perish (2007)

## Prix et distinctions

### Prix
- Prix Agatha 2005 du meilleur premier roman pour Better Off Wed[1]